# Lycketärnen
Lycketärnen är en sjö i Askersunds kommun i Närke och ingår i Norrströms huvudavrinningsområde.